# Фрэйзер, Джордж Брантон
Джордж Брантон Фрэйзер (англ. George Brunton Fraser, 1831 — 1 декабря 1905, Уормит) — шотландский шахматист и шахматный журналист. Чемпион Шотландии 1898 г. Участник международного турнира в Данди 1867 г.
С 1862 г. редактировал шахматный отдел в газете «Dundee Courier and Argus».

## Спортивные результаты
| Год  | Город    | Соревнование                      | + | − | = | Результат | Место |
| ---- | -------- | --------------------------------- | - | - | - | --------- | ----- |
| 1860 |          | Показательные партии с И. Колишем |   |   |   |           |       |
| 1867 | Данди    | Международный турнир              | 2 | 4 | 1 | 2½ из 7   | 7—8   |
|      | Данди    | Матч с В. Стейницем               | 1 | 3 | 2 | 2 : 4     |       |
| 1898 | Эдинбург | Чемпионат Шотландии               |   |   |   |           | 1     |